# Джульєт Берк
Джульєт Берк (англ. Juliet Burke) — вигаданий персонаж і одна з головних героїв американського телесеріалу «Загублені». Свого часу була лікарем і лікувала безпліддя. Пізніше її завезли на острів і дали завдання рятувати вагітних жінок. Героїня гине в першій серії 6 сезону через зайнятість Елізабет Мітчелл в іншому серіалі каналу ABC «V».

## Критика
Морін Райан з Chicago Tribune оголосила Джульєт «найкращою лиходійкою осені 2006», сказавши, що до третього сезону вона думала, що самим страшним та негативним персонажем у серіалі є Бенджамін Лайнус (Майкл Емерсон), але Джульєт виявилася ще страшніше. Entertainment Weekly описував «інтриганку Джульєт» як «цікаву другорядну героїню». Джон Леконіс  BuddyTV охарактеризував першу центральну серію Джульєт «Одна з нас» як «практично саму ідеальну серію Загублених з усіх коли-небудь створених, без винятків». У тій же рецензії він похвалив акторську гру Елізабет Мітчелл. Ця героїня опинилася на сьомому місці в списку 10 найпривабливіших жінок-лікарок на ТБ", складеному Wetpaint.
Елізабет Мітчелл висувалася на участь у премії «Еммі» 2007 в категорії «найкраща жіноча роль другого плану в драматичному телесеріалі», але не була номінована. У 2010 році вона була номінована на премію за «фінальну серію проекту», на цей раз в категорії «Найкраща запрошена акторка в драматичному телесеріалі».